# Habrobracon viktorovi
Habrobracon viktorovi är en stekelart som beskrevs av Vladimir Ivanovich Tobias 1961. Habrobracon viktorovi ingår i släktet Habrobracon och familjen bracksteklar. Inga underarter finns listade i Catalogue of Life.